# Nationalratswahl in Österreich 2019/Umfragen und Prognosen
Dieser Artikel stellt Umfragen und Prognosen zur Nationalratswahl in Österreich 2019 dar.

### Verlauf

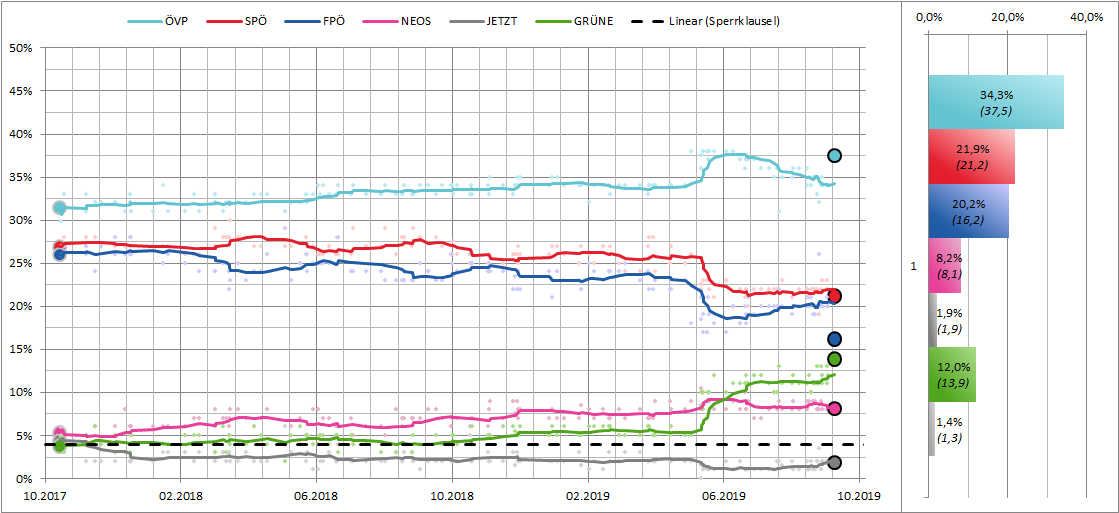
Verlauf der Umfragen, Stand: 24. September 2019

## Sonntagsfrage
Das Institut Research Affairs wird im Rahmen der ÖVP-Korruptionsaffäre verdächtigt, Umfragen gegen Bezahlung manipuliert zu haben. Umfragewerte, die hier abgebildet werden, sind bis auf Weiteres mit Kenntnis dieser Verdächtigung zu beurteilen.

### Letzte Umfragen vor der Wahl
| Institut              | Datum      | ÖVP    | SPÖ    | FPÖ    | NEOS  | JETZT | GRÜNE | Sonst. |
| --------------------- | ---------- | ------ | ------ | ------ | ----- | ----- | ----- | ------ |
| OGM                   | 23.09.2019 | 34 %   | 22 %   | 20 %   | 8 %   | 2 %   | 12 %  | 2 %    |
| Research Affairs      | 22.09.2019 | 34 %   | 23 %   | 21 %   | 8 %   | 2 %   | 11 %  | 1 %    |
| Hajek                 | 20.09.2019 | 34 %   | 22 %   | 20 %   | 8 %   | 2 %   | 13 %  | 1 %    |
| Market                | 18.09.2019 | 35 %   | 23 %   | 20 %   | 8 %   | 2 %   | 11 %  | 1 %    |
| Research Affairs      | 18.09.2019 | 34 %   | 23 %   | 20 %   | 8 %   | 2 %   | 12 %  | 1 %    |
| Karmasin              | 17.09.2019 | 34 %   | 22 %   | 20 %   | 9 %   | 1 %   | 13 %  | 1 %    |
| Unique Research       | 13.09.2019 | 33 %   | 22 %   | 20 %   | 8 %   | 2 %   | 13 %  | 2 %    |
| OGM                   | 13.09.2019 | 35 %   | 22 %   | 20 %   | 8 %   | 2 %   | 11 %  | 2 %    |
| Nationalratswahl 2017 | 15.10.2017 | 31,5 % | 26,9 % | 26,0 % | 5,3 % | 4,4 % | 3,8 % | 2,2 %  |

### Ältere Umfragen
| \| Institut \| Datum \| ÖVP \| SPÖ \| FPÖ \| NEOS \| JETZT \| GRÜNE \| Sonst. \| \| ---------------------------- \| ---------- \| ------ \| ------ \| ------ \| ------ \| ----- \| ----- \| ------ \| \| Research Affairs[11] \| 11.09.2019 \| 35 % \| 22 % \| 19 % \| 9 % \| 1 % \| 11 % \| 3 % \| \| Karmasin[12] \| 10.09.2019 \| 35 % \| 22 % \| 19 % \| 9 % \| 2 % \| 12 % \| 1 % \| \| Market (Weekend Magazin)[13] \| 08.09.2019 \| 34 % \| 22 % \| 21 % \| 10 % \| 2 % \| 10 % \| 1 % \| \| Karmasin[12] \| 06.09.2019 \| 35 % \| 21 % \| 20 % \| 9 % \| 1 % \| 12 % \| 2 % \| \| Research Affairs[14] \| 04.09.2019 \| 36 % \| 22 % \| 20 % \| 8 % \| 1 % \| 11 % \| 2 % \| \| Market[15] \| 04.09.2019 \| 34 % \| 22 % \| 21 % \| 9 % \| 2 % \| 11 % \| 1 % \| \| Research Affairs[16] \| 28.08.2019 \| 36 % \| 22 % \| 20 % \| 8 % \| 1 % \| 11 % \| 2 % \| \| Unique Research[17] \| 22.08.2019 \| 36 % \| 20 % \| 20 % \| 9 % \| 1 % \| 12 % \| 2 % \| \| Research Affairs[18] \| 21.08.2019 \| 35 % \| 21 % \| 19 % \| 8 % \| 2 % \| 11 % \| 4 % \| \| OGM[19] \| 12.08.2019 \| 35 % \| 23 % \| 20 % \| 8 % \| 1,5 % \| 11 % \| 1,5 % \| \| Kowarcz Marktforschung[20] \| 09.08.2019 \| 31 % \| 20 % \| 22 % \| 9 % \| 2 % \| 13 % \| 3 % \| \| Research Affairs[21] \| 07.08.2019 \| 36 % \| 22 % \| 20 % \| 8 % \| 2 % \| 10 % \| 2 % \| \| Market[22] \| 05.08.2019 \| 35 % \| 22 % \| 20 % \| 10 % \| 1 % \| 10 % \| 2 % \| \| Research Affairs[23] \| 31.07.2019 \| 36 % \| 22 % \| 20 % \| 8 % \| 1 % \| 11 % \| 2 % \| \| Research Affairs[24] \| 24.07.2019 \| 36 % \| 22 % \| 20 % \| 7 % \| 1 % \| 12 % \| 2 % \| \| Research Affairs[25] \| 17.07.2019 \| 37 % \| 22 % \| 19 % \| 7 % \| 1 % \| 12 % \| 2 % \| \| Unique Research[26] \| 12.07.2019 \| 37 % \| 20 % \| 21 % \| 9 % \| 1 % \| 11 % \| 1 % \| \| Research Affairs[27] \| 10.07.2019 \| 37 % \| 22 % \| 18 % \| 8 % \| 1 % \| 12 % \| 2 % \| \| IFES[28] \| 10.07.2019 \| 37 % \| 23 % \| 19 % \| 8 % \| 1 % \| 11 % \| 1 % \| \| Market[29] \| 09.07.2019 \| 36 % \| 21 % \| 20 % \| 10 % \| 1 % \| 11 % \| 1 % \| \| Research Affairs[30] \| 04.07.2019 \| 37 % \| 22 % \| 18 % \| 8 % \| 2 % \| 11 % \| 2 % \| \| Hajek[31] \| 28.06.2019 \| 38 % \| 20 % \| 20 % \| 9 % \| 1 % \| 11 % \| 1 % \| \| Research Affairs[32] \| 21.06.2019 \| 38 % \| 23 % \| 17 % \| 8 % \| 2 % \| 10 % \| 2 % \| \| SORA / Integral[33] \| 10.06.2019 \| 38 % \| 21 % \| 18 % \| 8 % \| 1 % \| 12 % \| 2 % \| \| Market[34] \| 06.06.2019 \| 38 % \| 22 % \| 19 % \| 9 % \| 1 % \| 10 % \| 2 % \| \| Unique Research[35] \| 05.06.2019 \| 37 % \| 20 % \| 21 % \| 10 % \| 1 % \| 10 % \| 1 % \| \| Research Affairs[36] \| 04.06.2019 \| 38 % \| 23 % \| 17 % \| 9 % \| 1 % \| 9 % \| 3 % \| \| Research Affairs[37] \| 31.05.2019 \| 38 % \| 23 % \| 17 % \| 10 % \| 1 % \| 8 % \| 3 % \| \| Unique Research[38] \| 31.05.2019 \| 38 % \| 21 % \| 19 % \| 10 % \| 1 % \| 10 % \| 1 % \| \| OGM[39] \| 29.05.2019 \| 36 % \| 22 % \| 21 % \| 8 % \| 1,5 % \| 10 % \| 1,5 % \| \| Demox Research[40] \| 29.05.2019 \| 37,5 % \| 22,5 % \| 18,5 % \| 10,5 % \| n. a. \| 8,5 % \| 2 % \| \| Research Affairs[41] \| 20.05.2019 \| 38 % \| 26 % \| 18 % \| 9 % \| 2 % \| 5 % \| 2 % \| \| Research Affairs[42] \| 15.05.2019 \| 34 % \| 25 % \| 23 % \| 8 % \| 2 % \| 5 % \| 3 % \| \| Demox Research[43] \| 02.05.2019 \| 34 % \| 27 % \| 22 % \| 8 % \| 2 % \| 6 % \| 1 % \| \| Research Affairs[44] \| 01.05.2019 \| 34 % \| 25 % \| 22 % \| 9 % \| 2 % \| 5 % \| 3 % \| \| Research Affairs[45] \| 17.04.2019 \| 34 % \| 24 % \| 23 % \| 9 % \| 2 % \| 5 % \| 3 % \| \| Market[46] \| 15.04.2019 \| 34 % \| 28 % \| 22 % \| 7 % \| 2 % \| 5 % \| 2 % \| \| Unique Research[47][48] \| 12.04.2019 \| 34 % \| 28 % \| 22 % \| 7 % \| 2 % \| 5 % \| 3 % \| \| Demox Research[49] \| 11.04.2019 \| 33 % \| 27 % \| 24 % \| 7 % \| 2 % \| 6 % \| 1 % \| \| Research Affairs[50] \| 03.04.2019 \| 34 % \| 24 % \| 23 % \| 8 % \| 3 % \| 5 % \| 3 % \| \| Research Affairs[51] \| 20.03.2019 \| 34 % \| 24 % \| 25 % \| 7 % \| 3 % \| 5 % \| 2 % \| \| Unique Research[52] \| 15.03.2019 \| 34 % \| 25 % \| 24 % \| 8 % \| 2 % \| 5 % \| 2 % \| \| Unique Research[53] \| 07.03.2019 \| 33 % \| 27 % \| 24 % \| 7 % \| 2 % \| 6 % \| 1 % \| \| Research Affairs[54] \| 06.03.2019 \| 34 % \| 24 % \| 24 % \| 7 % \| 3 % \| 6 % \| 2 % \| \| Hajek[55] \| 28.02.2019 \| 34 % \| 27 % \| 23 % \| 8 % \| 1 % \| 6 % \| 1 % \| \| Research Affairs[56] \| 20.02.2019 \| 34 % \| 25 % \| 24 % \| 7 % \| 2 % \| 6 % \| 2 % \| \| Unique Research[57] \| 15.02.2019 \| 32 % \| 26 % \| 25 % \| 8 % \| 1 % \| 6 % \| 2 % \| \| Demox Research[58] \| 08.02.2019 \| 34 % \| 27 % \| 22 % \| 8,5 % \| 1,5 % \| 5 % \| 2 % \| \| Research Affairs[59] \| 06.02.2019 \| 34 % \| 25 % \| 23 % \| 7 % \| 3 % \| 5 % \| 3 % \| \| Research Affairs[60] \| 23.01.2019 \| 34 % \| 26 % \| 23 % \| 7 % \| 2 % \| 6 % \| 2 % \| \| OGM[61] \| 17.01.2019 \| 35 % \| 27 % \| 24 % \| 7 % \| 2 % \| 5 % \| 0 % \| \| Unique Research[62] \| 12.01.2019 \| 35 % \| 27 % \| 21 % \| 8 % \| 2 % \| 6 % \| 1 % \| \| Research Affairs[63] \| 09.01.2019 \| 34 % \| 26 % \| 24 % \| 7 % \| 2 % \| 5 % \| 2 % \| \| Nationalratswahl 2017 \| 15.10.2017 \| 31,5 % \| 26,9 % \| 26,0 % \| 5,3 % \| 4,4 % \| 3,8 % \| 2,2 % \| |            |        |        |        |        |       |       |        |
| Institut | Datum      | ÖVP    | SPÖ    | FPÖ    | NEOS   | JETZT | GRÜNE | Sonst. |
| Research Affairs | 11.09.2019 | 35 %   | 22 %   | 19 %   | 9 %    | 1 %   | 11 %  | 3 %    |
| Karmasin | 10.09.2019 | 35 %   | 22 %   | 19 %   | 9 %    | 2 %   | 12 %  | 1 %    |
| Market (Weekend Magazin) | 08.09.2019 | 34 %   | 22 %   | 21 %   | 10 %   | 2 %   | 10 %  | 1 %    |
| Karmasin | 06.09.2019 | 35 %   | 21 %   | 20 %   | 9 %    | 1 %   | 12 %  | 2 %    |
| Research Affairs | 04.09.2019 | 36 %   | 22 %   | 20 %   | 8 %    | 1 %   | 11 %  | 2 %    |
| Market | 04.09.2019 | 34 %   | 22 %   | 21 %   | 9 %    | 2 %   | 11 %  | 1 %    |
| Research Affairs | 28.08.2019 | 36 %   | 22 %   | 20 %   | 8 %    | 1 %   | 11 %  | 2 %    |
| Unique Research | 22.08.2019 | 36 %   | 20 %   | 20 %   | 9 %    | 1 %   | 12 %  | 2 %    |
| Research Affairs | 21.08.2019 | 35 %   | 21 %   | 19 %   | 8 %    | 2 %   | 11 %  | 4 %    |
| OGM | 12.08.2019 | 35 %   | 23 %   | 20 %   | 8 %    | 1,5 % | 11 %  | 1,5 %  |
| Kowarcz Marktforschung | 09.08.2019 | 31 %   | 20 %   | 22 %   | 9 %    | 2 %   | 13 %  | 3 %    |
| Research Affairs | 07.08.2019 | 36 %   | 22 %   | 20 %   | 8 %    | 2 %   | 10 %  | 2 %    |
| Market | 05.08.2019 | 35 %   | 22 %   | 20 %   | 10 %   | 1 %   | 10 %  | 2 %    |
| Research Affairs | 31.07.2019 | 36 %   | 22 %   | 20 %   | 8 %    | 1 %   | 11 %  | 2 %    |
| Research Affairs | 24.07.2019 | 36 %   | 22 %   | 20 %   | 7 %    | 1 %   | 12 %  | 2 %    |
| Research Affairs | 17.07.2019 | 37 %   | 22 %   | 19 %   | 7 %    | 1 %   | 12 %  | 2 %    |
| Unique Research | 12.07.2019 | 37 %   | 20 %   | 21 %   | 9 %    | 1 %   | 11 %  | 1 %    |
| Research Affairs | 10.07.2019 | 37 %   | 22 %   | 18 %   | 8 %    | 1 %   | 12 %  | 2 %    |
| IFES | 10.07.2019 | 37 %   | 23 %   | 19 %   | 8 %    | 1 %   | 11 %  | 1 %    |
| Market | 09.07.2019 | 36 %   | 21 %   | 20 %   | 10 %   | 1 %   | 11 %  | 1 %    |
| Research Affairs | 04.07.2019 | 37 %   | 22 %   | 18 %   | 8 %    | 2 %   | 11 %  | 2 %    |
| Hajek | 28.06.2019 | 38 %   | 20 %   | 20 %   | 9 %    | 1 %   | 11 %  | 1 %    |
| Research Affairs | 21.06.2019 | 38 %   | 23 %   | 17 %   | 8 %    | 2 %   | 10 %  | 2 %    |
| SORA / Integral | 10.06.2019 | 38 %   | 21 %   | 18 %   | 8 %    | 1 %   | 12 %  | 2 %    |
| Market | 06.06.2019 | 38 %   | 22 %   | 19 %   | 9 %    | 1 %   | 10 %  | 2 %    |
| Unique Research | 05.06.2019 | 37 %   | 20 %   | 21 %   | 10 %   | 1 %   | 10 %  | 1 %    |
| Research Affairs | 04.06.2019 | 38 %   | 23 %   | 17 %   | 9 %    | 1 %   | 9 %   | 3 %    |
| Research Affairs | 31.05.2019 | 38 %   | 23 %   | 17 %   | 10 %   | 1 %   | 8 %   | 3 %    |
| Unique Research | 31.05.2019 | 38 %   | 21 %   | 19 %   | 10 %   | 1 %   | 10 %  | 1 %    |
| OGM | 29.05.2019 | 36 %   | 22 %   | 21 %   | 8 %    | 1,5 % | 10 %  | 1,5 %  |
| Demox Research | 29.05.2019 | 37,5 % | 22,5 % | 18,5 % | 10,5 % | n. a. | 8,5 % | 2 %    |
| Research Affairs | 20.05.2019 | 38 %   | 26 %   | 18 %   | 9 %    | 2 %   | 5 %   | 2 %    |
| Research Affairs | 15.05.2019 | 34 %   | 25 %   | 23 %   | 8 %    | 2 %   | 5 %   | 3 %    |
| Demox Research | 02.05.2019 | 34 %   | 27 %   | 22 %   | 8 %    | 2 %   | 6 %   | 1 %    |
| Research Affairs | 01.05.2019 | 34 %   | 25 %   | 22 %   | 9 %    | 2 %   | 5 %   | 3 %    |
| Research Affairs | 17.04.2019 | 34 %   | 24 %   | 23 %   | 9 %    | 2 %   | 5 %   | 3 %    |
| Market | 15.04.2019 | 34 %   | 28 %   | 22 %   | 7 %    | 2 %   | 5 %   | 2 %    |
| Unique Research | 12.04.2019 | 34 %   | 28 %   | 22 %   | 7 %    | 2 %   | 5 %   | 3 %    |
| Demox Research | 11.04.2019 | 33 %   | 27 %   | 24 %   | 7 %    | 2 %   | 6 %   | 1 %    |
| Research Affairs | 03.04.2019 | 34 %   | 24 %   | 23 %   | 8 %    | 3 %   | 5 %   | 3 %    |
| Research Affairs | 20.03.2019 | 34 %   | 24 %   | 25 %   | 7 %    | 3 %   | 5 %   | 2 %    |
| Unique Research | 15.03.2019 | 34 %   | 25 %   | 24 %   | 8 %    | 2 %   | 5 %   | 2 %    |
| Unique Research | 07.03.2019 | 33 %   | 27 %   | 24 %   | 7 %    | 2 %   | 6 %   | 1 %    |
| Research Affairs | 06.03.2019 | 34 %   | 24 %   | 24 %   | 7 %    | 3 %   | 6 %   | 2 %    |
| Hajek | 28.02.2019 | 34 %   | 27 %   | 23 %   | 8 %    | 1 %   | 6 %   | 1 %    |
| Research Affairs | 20.02.2019 | 34 %   | 25 %   | 24 %   | 7 %    | 2 %   | 6 %   | 2 %    |
| Unique Research | 15.02.2019 | 32 %   | 26 %   | 25 %   | 8 %    | 1 %   | 6 %   | 2 %    |
| Demox Research | 08.02.2019 | 34 %   | 27 %   | 22 %   | 8,5 %  | 1,5 % | 5 %   | 2 %    |
| Research Affairs | 06.02.2019 | 34 %   | 25 %   | 23 %   | 7 %    | 3 %   | 5 %   | 3 %    |
| Research Affairs | 23.01.2019 | 34 %   | 26 %   | 23 %   | 7 %    | 2 %   | 6 %   | 2 %    |
| OGM | 17.01.2019 | 35 %   | 27 %   | 24 %   | 7 %    | 2 %   | 5 %   | 0 %    |
| Unique Research | 12.01.2019 | 35 %   | 27 %   | 21 %   | 8 %    | 2 %   | 6 %   | 1 %    |
| Research Affairs | 09.01.2019 | 34 %   | 26 %   | 24 %   | 7 %    | 2 %   | 5 %   | 2 %    |
| Nationalratswahl 2017 | 15.10.2017 | 31,5 % | 26,9 % | 26,0 % | 5,3 %  | 4,4 % | 3,8 % | 2,2 %  |

| \| Institut \| Datum \| ÖVP \| SPÖ \| FPÖ \| NEOS \| JETZT \| GRÜNE \| Sonst. \| \| -------------------------------------------------------------- \| ---------- \| ------ \| ------ \| ------ \| ----- \| ----- \| ----- \| ------ \| \| Unique Research[64] \| 14.12.2018 \| 35 % \| 26 % \| 22 % \| 8 % \| 2 % \| 6 % \| 1 % \| \| Market[65] \| 12.12.2018 \| 34 % \| 27 % \| 24 % \| 7 % \| 2 % \| 5 % \| 1 % \| \| Research Affairs[66] \| 12.12.2018 \| 34 % \| 25 % \| 24 % \| 8 % \| 2 % \| 5 % \| 2 % \| \| Hajek[67] \| 11.12.2018 \| 35 % \| 26 % \| 22 % \| 9 % \| 3 % \| 5 % \| 0 % \| \| GFK[68] \| 09.12.2018 \| 34 % \| 26 % \| 23,5 % \| 7,5 % \| 1,5 % \| 5,5 % \| 2 % \| \| Unique Research[69] \| 07.12.2018 \| 33 % \| 26 % \| 22 % \| 9 % \| 3 % \| 6 % \| 1 % \| \| Research Affairs[70] \| 28.11.2018 \| 34 % \| 25 % \| 24 % \| 7 % \| 2 % \| 6 % \| 2 % \| \| Unique Research[71] \| 16.11.2018 \| 35 % \| 24 % \| 24 % \| 9 % \| 2 % \| 5 % \| 1 % \| \| Market[72] \| 15.11.2018 \| 33 % \| 26 % \| 25 % \| 8 % \| 2 % \| 5 % \| 1 % \| \| Research Affairs[73] \| 14.11.2018 \| 34 % \| 25 % \| 24 % \| 6 % \| 3 % \| 5 % \| 3 % \| \| Hajek[74] \| 31.10.2018 \| 33 % \| 25 % \| 25 % \| 7 % \| 2 % \| 6 % \| 2 % \| \| Research Affairs[75] \| 30.10.2018 \| 34 % \| 25 % \| 25 % \| 7 % \| 2 % \| 4 % \| 3 % \| \| Spectra[76] \| 29.10.2018 \| 33 % \| 25 % \| 26 % \| 6 % \| 5 % \| 4 % \| 1 % \| \| Research Affairs[77] \| 17.10.2018 \| 34 % \| 26 % \| 24 % \| 7 % \| 2 % \| 4 % \| 3 % \| \| GfK[78] \| 13.10.2018 \| 33 % \| 27,5 % \| 23,5 % \| 7 % \| 2 % \| 5 % \| 2 % \| \| Unique Research[79] \| 12.10.2018 \| 34 % \| 26 % \| 25 % \| 7 % \| 2 % \| 5 % \| 1 % \| \| OGM[80] \| 11.10.2018 \| 34 % \| 26 % \| 26 % \| 6 % \| 2 % \| 4 % \| 2 % \| \| Research Affairs[81] \| 03.10.2018 \| 34 % \| 27 % \| 23 % \| 7 % \| 2 % \| 4 % \| 3 % \| \| Market[82] \| 27.09.2018 \| 33 % \| 28 % \| 23 % \| 8 % \| 2 % \| 5 % \| 1 % \| \| 22.09.2018 P. Rendi-Wagner übernimmt den Parteivorsitz der SPÖ \| \| \| \| \| \| \| \| \| \| Research Affairs[83] \| 20.09.2018 \| 34 % \| 24 % \| 24 % \| 8 % \| 2 % \| 4 % \| 4 % \| \| Unique Research[84] \| 13.09.2018 \| 34 % \| 28 % \| 25 % \| 7 % \| 1 % \| 4 % \| 1 % \| \| Unique Research[85] \| 06.09.2018 \| 33 % \| 29 % \| 23 % \| 7 % \| 2 % \| 5 % \| 1 % \| \| Research Affairs[86] \| 05.09.2018 \| 33 % \| 27 % \| 23 % \| 7 % \| 3 % \| 3 % \| 4 % \| \| Hajek[87] \| 29.08.2018 \| 34 % \| 28 % \| 23 % \| 7 % \| 3 % \| 4 % \| 1 % \| \| Market[88] \| 27.08.2018 \| 33 % \| 28 % \| 23 % \| 7 % \| 2 % \| 6 % \| 1 % \| \| Research Affairs[89] \| 22.08.2018 \| 33 % \| 26 % \| 23 % \| 8 % \| 3 % \| 3 % \| 4 % \| \| Unique Research[90] \| 11.08.2018 \| 34 % \| 29 % \| 23 % \| 5 % \| 2 % \| 4 % \| 3 % \| \| Research Affairs[91] \| 08.08.2018 \| 33 % \| 27 % \| 24 % \| 6 % \| 2 % \| 3 % \| 4 % \| \| Research Affairs[92] \| 25.07.2018 \| 33 % \| 27 % \| 24 % \| 6 % \| 2 % \| 4 % \| 4 % \| \| Unique Research[93] \| 13.07.2018 \| 34 % \| 29 % \| 24 % \| 5 % \| 2 % \| 4 % \| 2 % \| \| Research Affairs[94] \| 11.07.2018 \| 33 % \| 26 % \| 24 % \| 7 % \| 2 % \| 5 % \| 3 % \| \| Spectra[95] \| 29.06.2018 \| 34 % \| 26 % \| 28 % \| 4 % \| 4 % \| 3 % \| 1 % \| \| OGM[96] \| 28.06.2018 \| 33 % \| 28 % \| 25 % \| 6 % \| 2 % \| 5 % \| 1 % \| \| Research Affairs[97] \| 27.06.2018 \| 33 % \| 26 % \| 25 % \| 6 % \| 2 % \| 5 % \| 3 % \| \| Unique Research[98] \| 21.06.2018 \| 33 % \| 27 % \| 25 % \| 7 % \| 3 % \| 4 % \| 1 % \| \| Market[99] \| 15.06.2018 \| 34 % \| 26 % \| 25 % \| 7 % \| 2 % \| 5 % \| 1 % \| \| Research Affairs[100] \| 13.06.2018 \| 33 % \| 26 % \| 25 % \| 5 % \| 2 % \| 5 % \| 4 % \| \| Hajek[101] \| 11.06.2018 \| 34 % \| 26 % \| 25 % \| 8 % \| 1 % \| 4 % \| 2 % \| \| Unique Research[102] \| 06.06.2018 \| 33 % \| 27 % \| 25 % \| 8 % \| 1 % \| 4 % \| 2 % \| \| Research Affairs[103] \| 01.06.2018 \| 32 % \| 26 % \| 24 % \| 5 % \| 3 % \| 5 % \| 5 % \| \| IMAS[104] \| 31.05.2018 \| 33 % \| 28 % \| 26 % \| 5 % \| 2 % \| 5 % \| 1 % \| \| Unique Research[105] \| 25.05.2018 \| 32 % \| 25 % \| 25 % \| 7 % \| 4 % \| 6 % \| 1 % \| \| Research Affairs[106] \| 17.05.2018 \| 32 % \| 27 % \| 23 % \| 6 % \| 3 % \| 5 % \| 4 % \| \| Spectra[107][108] \| 11.05.2018 \| 31 % \| 27 % \| 29 % \| 4 % \| 6 % \| 2 % \| 1 % \| \| Research Affairs[109] \| 03.05.2018 \| 32 % \| 28 % \| 24 % \| 7 % \| 2 % \| 4 % \| 3 % \| \| Hajek[110] \| 25.04.2018 \| 33 % \| 26 % \| 26 % \| 8 % \| 2 % \| 4 % \| 1 % \| \| Research Affairs[111] \| 19.04.2018 \| 33 % \| 27 % \| 24 % \| 7 % \| 2 % \| 5 % \| 2 % \| \| Unique Research[112] \| 13.04.2018 \| 33 % \| 27 % \| 24 % \| 6 % \| 2 % \| 6 % \| 2 % \| \| Research Affairs[113] \| 05.04.2018 \| 32 % \| 28 % \| 23 % \| 7 % \| 3 % \| 4 % \| 3 % \| \| Market[114] \| 29.03.2018 \| 32 % \| 28 % \| 25 % \| 8 % \| 2 % \| 4 % \| 1 % \| \| Unique Research[115] \| 22.03.2018 \| 32 % \| 30 % \| 23 % \| 8 % \| 2 % \| 4 % \| 1 % \| \| Research Affairs[116] \| 21.03.2018 \| 32 % \| 28 % \| 22 % \| 6 % \| 3 % \| 5 % \| 4 % \| \| OGM[117] \| 21.03.2018 \| 32 % \| 28 % \| 24 % \| 7 % \| 3 % \| 5 % \| 1 % \| \| IMAS[118] \| 18.03.2018 \| 32 % \| 28 % \| 25 % \| 7 % \| 2 % \| 3 % \| 3 % \| \| Unique Research[119] \| 15.03.2018 \| 31 % \| 28 % \| 25 % \| 7 % \| 3 % \| 6 % \| 0 % \| \| Market[120] \| 08.03.2018 \| 33 % \| 29 % \| 24 % \| 8 % \| 2 % \| 3 % \| 1 % \| \| Research Affairs[121] \| 08.03.2018 \| 32 % \| 27 % \| 24 % \| 6 % \| 3 % \| 4 % \| 4 % \| \| Research Affairs[122] \| 21.02.2018 \| 31 % \| 26 % \| 24 % \| 7 % \| 3 % \| 5 % \| 4 % \| \| Unique Research[123] \| 17.02.2018 \| 33 % \| 26 % \| 26 % \| 7 % \| 2 % \| 5 % \| 1 % \| \| Research Affairs[124] \| 08.02.2018 \| 31 % \| 26 % \| 25 % \| 6 % \| 3 % \| 5 % \| 4 % \| \| Research Affairs[125] \| 24.01.2018 \| 31 % \| 27 % \| 26 % \| 6 % \| 3 % \| 4 % \| 3 % \| \| Unique Research[126] \| 19.01.2018 \| 34 % \| 27 % \| 25 % \| 6 % \| 3 % \| 4 % \| 1 % \| \| Research Affairs[127] \| 10.01.2018 \| 31 % \| 27 % \| 27 % \| 6 % \| 2 % \| 4 % \| 3 % \| \| Nationalratswahl 2017 \| 15.10.2017 \| 31,5 % \| 26,9 % \| 26,0 % \| 5,3 % \| 4,4 % \| 3,8 % \| 2,2 % \| |            |        |        |        |       |       |       |        |
| Institut | Datum      | ÖVP    | SPÖ    | FPÖ    | NEOS  | JETZT | GRÜNE | Sonst. |
| Unique Research | 14.12.2018 | 35 %   | 26 %   | 22 %   | 8 %   | 2 %   | 6 %   | 1 %    |
| Market | 12.12.2018 | 34 %   | 27 %   | 24 %   | 7 %   | 2 %   | 5 %   | 1 %    |
| Research Affairs | 12.12.2018 | 34 %   | 25 %   | 24 %   | 8 %   | 2 %   | 5 %   | 2 %    |
| Hajek | 11.12.2018 | 35 %   | 26 %   | 22 %   | 9 %   | 3 %   | 5 %   | 0 %    |
| GFK | 09.12.2018 | 34 %   | 26 %   | 23,5 % | 7,5 % | 1,5 % | 5,5 % | 2 %    |
| Unique Research | 07.12.2018 | 33 %   | 26 %   | 22 %   | 9 %   | 3 %   | 6 %   | 1 %    |
| Research Affairs | 28.11.2018 | 34 %   | 25 %   | 24 %   | 7 %   | 2 %   | 6 %   | 2 %    |
| Unique Research | 16.11.2018 | 35 %   | 24 %   | 24 %   | 9 %   | 2 %   | 5 %   | 1 %    |
| Market | 15.11.2018 | 33 %   | 26 %   | 25 %   | 8 %   | 2 %   | 5 %   | 1 %    |
| Research Affairs | 14.11.2018 | 34 %   | 25 %   | 24 %   | 6 %   | 3 %   | 5 %   | 3 %    |
| Hajek | 31.10.2018 | 33 %   | 25 %   | 25 %   | 7 %   | 2 %   | 6 %   | 2 %    |
| Research Affairs | 30.10.2018 | 34 %   | 25 %   | 25 %   | 7 %   | 2 %   | 4 %   | 3 %    |
| Spectra | 29.10.2018 | 33 %   | 25 %   | 26 %   | 6 %   | 5 %   | 4 %   | 1 %    |
| Research Affairs | 17.10.2018 | 34 %   | 26 %   | 24 %   | 7 %   | 2 %   | 4 %   | 3 %    |
| GfK | 13.10.2018 | 33 %   | 27,5 % | 23,5 % | 7 %   | 2 %   | 5 %   | 2 %    |
| Unique Research | 12.10.2018 | 34 %   | 26 %   | 25 %   | 7 %   | 2 %   | 5 %   | 1 %    |
| OGM | 11.10.2018 | 34 %   | 26 %   | 26 %   | 6 %   | 2 %   | 4 %   | 2 %    |
| Research Affairs | 03.10.2018 | 34 %   | 27 %   | 23 %   | 7 %   | 2 %   | 4 %   | 3 %    |
| Market | 27.09.2018 | 33 %   | 28 %   | 23 %   | 8 %   | 2 %   | 5 %   | 1 %    |
| 22.09.2018 P. Rendi-Wagner übernimmt den Parteivorsitz der SPÖ |            |        |        |        |       |       |       |        |
| Research Affairs | 20.09.2018 | 34 %   | 24 %   | 24 %   | 8 %   | 2 %   | 4 %   | 4 %    |
| Unique Research | 13.09.2018 | 34 %   | 28 %   | 25 %   | 7 %   | 1 %   | 4 %   | 1 %    |
| Unique Research | 06.09.2018 | 33 %   | 29 %   | 23 %   | 7 %   | 2 %   | 5 %   | 1 %    |
| Research Affairs | 05.09.2018 | 33 %   | 27 %   | 23 %   | 7 %   | 3 %   | 3 %   | 4 %    |
| Hajek | 29.08.2018 | 34 %   | 28 %   | 23 %   | 7 %   | 3 %   | 4 %   | 1 %    |
| Market | 27.08.2018 | 33 %   | 28 %   | 23 %   | 7 %   | 2 %   | 6 %   | 1 %    |
| Research Affairs | 22.08.2018 | 33 %   | 26 %   | 23 %   | 8 %   | 3 %   | 3 %   | 4 %    |
| Unique Research | 11.08.2018 | 34 %   | 29 %   | 23 %   | 5 %   | 2 %   | 4 %   | 3 %    |
| Research Affairs | 08.08.2018 | 33 %   | 27 %   | 24 %   | 6 %   | 2 %   | 3 %   | 4 %    |
| Research Affairs | 25.07.2018 | 33 %   | 27 %   | 24 %   | 6 %   | 2 %   | 4 %   | 4 %    |
| Unique Research | 13.07.2018 | 34 %   | 29 %   | 24 %   | 5 %   | 2 %   | 4 %   | 2 %    |
| Research Affairs | 11.07.2018 | 33 %   | 26 %   | 24 %   | 7 %   | 2 %   | 5 %   | 3 %    |
| Spectra | 29.06.2018 | 34 %   | 26 %   | 28 %   | 4 %   | 4 %   | 3 %   | 1 %    |
| OGM | 28.06.2018 | 33 %   | 28 %   | 25 %   | 6 %   | 2 %   | 5 %   | 1 %    |
| Research Affairs | 27.06.2018 | 33 %   | 26 %   | 25 %   | 6 %   | 2 %   | 5 %   | 3 %    |
| Unique Research | 21.06.2018 | 33 %   | 27 %   | 25 %   | 7 %   | 3 %   | 4 %   | 1 %    |
| Market | 15.06.2018 | 34 %   | 26 %   | 25 %   | 7 %   | 2 %   | 5 %   | 1 %    |
| Research Affairs | 13.06.2018 | 33 %   | 26 %   | 25 %   | 5 %   | 2 %   | 5 %   | 4 %    |
| Hajek | 11.06.2018 | 34 %   | 26 %   | 25 %   | 8 %   | 1 %   | 4 %   | 2 %    |
| Unique Research | 06.06.2018 | 33 %   | 27 %   | 25 %   | 8 %   | 1 %   | 4 %   | 2 %    |
| Research Affairs | 01.06.2018 | 32 %   | 26 %   | 24 %   | 5 %   | 3 %   | 5 %   | 5 %    |
| IMAS | 31.05.2018 | 33 %   | 28 %   | 26 %   | 5 %   | 2 %   | 5 %   | 1 %    |
| Unique Research | 25.05.2018 | 32 %   | 25 %   | 25 %   | 7 %   | 4 %   | 6 %   | 1 %    |
| Research Affairs | 17.05.2018 | 32 %   | 27 %   | 23 %   | 6 %   | 3 %   | 5 %   | 4 %    |
| Spectra | 11.05.2018 | 31 %   | 27 %   | 29 %   | 4 %   | 6 %   | 2 %   | 1 %    |
| Research Affairs | 03.05.2018 | 32 %   | 28 %   | 24 %   | 7 %   | 2 %   | 4 %   | 3 %    |
| Hajek | 25.04.2018 | 33 %   | 26 %   | 26 %   | 8 %   | 2 %   | 4 %   | 1 %    |
| Research Affairs | 19.04.2018 | 33 %   | 27 %   | 24 %   | 7 %   | 2 %   | 5 %   | 2 %    |
| Unique Research | 13.04.2018 | 33 %   | 27 %   | 24 %   | 6 %   | 2 %   | 6 %   | 2 %    |
| Research Affairs | 05.04.2018 | 32 %   | 28 %   | 23 %   | 7 %   | 3 %   | 4 %   | 3 %    |
| Market | 29.03.2018 | 32 %   | 28 %   | 25 %   | 8 %   | 2 %   | 4 %   | 1 %    |
| Unique Research | 22.03.2018 | 32 %   | 30 %   | 23 %   | 8 %   | 2 %   | 4 %   | 1 %    |
| Research Affairs | 21.03.2018 | 32 %   | 28 %   | 22 %   | 6 %   | 3 %   | 5 %   | 4 %    |
| OGM | 21.03.2018 | 32 %   | 28 %   | 24 %   | 7 %   | 3 %   | 5 %   | 1 %    |
| IMAS | 18.03.2018 | 32 %   | 28 %   | 25 %   | 7 %   | 2 %   | 3 %   | 3 %    |
| Unique Research | 15.03.2018 | 31 %   | 28 %   | 25 %   | 7 %   | 3 %   | 6 %   | 0 %    |
| Market | 08.03.2018 | 33 %   | 29 %   | 24 %   | 8 %   | 2 %   | 3 %   | 1 %    |
| Research Affairs | 08.03.2018 | 32 %   | 27 %   | 24 %   | 6 %   | 3 %   | 4 %   | 4 %    |
| Research Affairs | 21.02.2018 | 31 %   | 26 %   | 24 %   | 7 %   | 3 %   | 5 %   | 4 %    |
| Unique Research | 17.02.2018 | 33 %   | 26 %   | 26 %   | 7 %   | 2 %   | 5 %   | 1 %    |
| Research Affairs | 08.02.2018 | 31 %   | 26 %   | 25 %   | 6 %   | 3 %   | 5 %   | 4 %    |
| Research Affairs | 24.01.2018 | 31 %   | 27 %   | 26 %   | 6 %   | 3 %   | 4 %   | 3 %    |
| Unique Research | 19.01.2018 | 34 %   | 27 %   | 25 %   | 6 %   | 3 %   | 4 %   | 1 %    |
| Research Affairs | 10.01.2018 | 31 %   | 27 %   | 27 %   | 6 %   | 2 %   | 4 %   | 3 %    |
| Nationalratswahl 2017 | 15.10.2017 | 31,5 % | 26,9 % | 26,0 % | 5,3 % | 4,4 % | 3,8 % | 2,2 %  |

| \| Institut \| Datum \| ÖVP \| SPÖ \| FPÖ \| NEOS \| JETZT \| GRÜNE \| Sonst. \| \| --------------------- \| ---------- \| ------ \| ------ \| ------ \| ----- \| ----- \| ----- \| ------ \| \| Peter Hajek[128] \| 21.12.2017 \| 31 % \| 28 % \| 26 % \| 6 % \| 2 % \| 5 % \| 2 % \| \| Market[129] \| 20.12.2017 \| 33 % \| 27 % \| 26 % \| 6 % \| 2 % \| 4 % \| 2 % \| \| Research Affairs[130] \| 20.12.2017 \| 32 % \| 26 % \| 28 % \| 6 % \| 2 % \| 3 % \| 3 % \| \| Unique Research[131] \| 15.12.2017 \| 31 % \| 27 % \| 26 % \| 8 % \| 3 % \| 3 % \| 2 % \| \| Market[132] \| 06.12.2017 \| 32 % \| 26 % \| 26 % \| 6 % \| 3 % \| 5 % \| 2 % \| \| Research Affairs[133] \| 06.12.2017 \| 32 % \| 27 % \| 28 % \| 5 % \| 2 % \| 3 % \| 3 % \| \| Research Affairs[134] \| 23.11.2017 \| 32 % \| 27 % \| 27 % \| 4 % \| 2 % \| 4 % \| 4 % \| \| Unique Research[135] \| 17.11.2017 \| 32 % \| 28 % \| 24 % \| 6 % \| 2 % \| 6 % \| 2 % \| \| Research Affairs[136] \| 09.11.2017 \| 33 % \| 27 % \| 27 % \| 4 % \| 2 % \| 5 % \| 2 % \| \| Market[137] \| 09.11.2017 \| 31 % \| 28 % \| 26 % \| 5 % \| 4 % \| 4 % \| 2 % \| \| Research Affairs[138] \| 20.10.2017 \| 33 % \| 28 % \| 27 % \| 4 % \| 4 % \| 3 % \| 1 % \| \| Christina Matzka[139] \| 17.10.2017 \| 29,9 % \| 26,9 % \| 25,9 % \| 5,9 % \| 5,0 % \| 4,8 % \| 1,6 % \| \| Nationalratswahl 2017 \| 15.10.2017 \| 31,5 % \| 26,9 % \| 26,0 % \| 5,3 % \| 4,4 % \| 3,8 % \| 2,2 % \| |            |        |        |        |       |       |       |        |
| Institut | Datum      | ÖVP    | SPÖ    | FPÖ    | NEOS  | JETZT | GRÜNE | Sonst. |
| Peter Hajek | 21.12.2017 | 31 %   | 28 %   | 26 %   | 6 %   | 2 %   | 5 %   | 2 %    |
| Market | 20.12.2017 | 33 %   | 27 %   | 26 %   | 6 %   | 2 %   | 4 %   | 2 %    |
| Research Affairs | 20.12.2017 | 32 %   | 26 %   | 28 %   | 6 %   | 2 %   | 3 %   | 3 %    |
| Unique Research | 15.12.2017 | 31 %   | 27 %   | 26 %   | 8 %   | 3 %   | 3 %   | 2 %    |
| Market | 06.12.2017 | 32 %   | 26 %   | 26 %   | 6 %   | 3 %   | 5 %   | 2 %    |
| Research Affairs | 06.12.2017 | 32 %   | 27 %   | 28 %   | 5 %   | 2 %   | 3 %   | 3 %    |
| Research Affairs | 23.11.2017 | 32 %   | 27 %   | 27 %   | 4 %   | 2 %   | 4 %   | 4 %    |
| Unique Research | 17.11.2017 | 32 %   | 28 %   | 24 %   | 6 %   | 2 %   | 6 %   | 2 %    |
| Research Affairs | 09.11.2017 | 33 %   | 27 %   | 27 %   | 4 %   | 2 %   | 5 %   | 2 %    |
| Market | 09.11.2017 | 31 %   | 28 %   | 26 %   | 5 %   | 4 %   | 4 %   | 2 %    |
| Research Affairs | 20.10.2017 | 33 %   | 28 %   | 27 %   | 4 %   | 4 %   | 3 %   | 1 %    |
| Christina Matzka | 17.10.2017 | 29,9 % | 26,9 % | 25,9 % | 5,9 % | 5,0 % | 4,8 % | 1,6 %  |
| Nationalratswahl 2017 | 15.10.2017 | 31,5 % | 26,9 % | 26,0 % | 5,3 % | 4,4 % | 3,8 % | 2,2 %  |

### Mittelwerte der Sonntagsfragen
Bei den verschiedenen Umfragen kommt es teilweise zu erheblich unterschiedlichen Ergebnissen, was z. B. an der unterschiedlichen Erhebungsmethodik der einzelnen Institute zurückzuführen ist. Die Ermittlung der Mittelwerte aus den Umfragen der verschiedenen Institute ist daher neben den Umfragen selbst ein weiteres Instrument für möglichst realistische Prognosen.

#### Monatlicher Mittelwert
In der unteren Tabelle sind die Monats-Mittelwerte der einzelnen Parteien aufgeführt. Der Erhebungszeitpunkt des Mittelwertes entspricht dem letzten Tag des jeweiligen Monates und enthält den Mittelwert aller Umfragen zur Sonntagsfrage des betreffenden Monates. Die Zahl in Klammern hinter dem jeweiligen Monat gibt die Anzahl der Umfragen, die berücksichtigt sind, an.
| \| Monat \| Jahr \| ÖVP \| SPÖ \| FPÖ \| NEOS \| JETZT \| GRÜNE \| Sonst. \| \| --------------------- \| ---------- \| ------ \| ------ \| ------ \| ----- \| ----- \| ----- \| ------ \| \| März (4) \| 2019 \| 33,8 % \| 25,0 % \| 24,3 % \| 7,3 % \| 2,5 % \| 5,5 % \| 1,8 % \| \| Februar (5) \| 2019 \| 33,6 % \| 26,0 % \| 23,4 % \| 7,7 % \| 1,7 % \| 5,6 % \| 2,0 % \| \| Jänner (4) \| 2019 \| 34,5 % \| 26,5 % \| 23,0 % \| 7,3 % \| 2,0 % \| 5,5 % \| 1,3 % \| \| Dezember (6) \| 2018 \| 34,2 % \| 26,0 % \| 22,9 % \| 8,1 % \| 2,3 % \| 5,4 % \| 1,2 % \| \| November (4) \| 2018 \| 34,0 % \| 25,0 % \| 24,3 % \| 7,5 % \| 2,3 % \| 5,3 % \| 1,8 % \| \| Oktober (8) \| 2018 \| 33,6 % \| 25,9 % \| 24,7 % \| 6,8 % \| 2,4 % \| 4,5 % \| 2,1 % \| \| September (5) \| 2018 \| 33,4 % \| 27,2 % \| 23,6 % \| 7,4 % \| 2,0 % \| 4,2 % \| 2,2 % \| \| August (5) \| 2018 \| 33,4 % \| 27,6 % \| 23,2 % \| 6,8 % \| 2,4 % \| 4,0 % \| 2,6 % \| \| Juli (3) \| 2018 \| 33,3 % \| 27,3 % \| 24,0 % \| 6,0 % \| 2,2 % \| 4,3 % \| 3,0 % \| \| Juni (9) \| 2018 \| 33,2 % \| 26,4 % \| 25,2 % \| 6,2 % \| 2,0 % \| 4,5 % \| 2,2 % \| \| Mai (5) \| 2018 \| 32,0 % \| 27,0 % \| 25,4 % \| 5,8 % \| 3,4 % \| 4,4 % \| 2,0 % \| \| April (4) \| 2018 \| 32,8 % \| 27,0 % \| 24,3 % \| 7,0 % \| 2,3 % \| 4,8 % \| 2,0 % \| \| März (8) \| 2018 \| 32,0 % \| 28,3 % \| 24,0 % \| 8,1 % \| 2,5 % \| 4,3 % \| 1,9 % \| \| Februar (4) \| 2018 \| 32,3 % \| 25,8 % \| 25,0 % \| 6,8 % \| 2,8 % \| 5,0 % \| 2,8 % \| \| Jänner (3) \| 2018 \| 32,0 % \| 27,0 % \| 26,0 % \| 6,0 % \| 2,7 % \| 4,0 % \| 2,3 % \| \| Dezember (6) \| 2017 \| 31,8 % \| 26,8 % \| 26,7 % \| 6,2 % \| 2,3 % \| 3,8 % \| 2,5 % \| \| November (4) \| 2017 \| 32,0 % \| 27,5 % \| 26,0 % \| 4,8 % \| 2,5 % \| 4,3 % \| 2,5 % \| \| Oktober (2) \| 2017 \| 31,5 % \| 27,0 % \| 26,5 % \| 5,0 % \| 4,5 % \| 3,9 % \| 1,3 % \| \| Nationalratswahl 2017 \| 15.10.2017 \| 31,5 % \| 26,9 % \| 26,0 % \| 5,3 % \| 4,4 % \| 3,8 % \| 2,2 % \| |            |        |        |        |       |       |       |        |
| Monat | Jahr       | ÖVP    | SPÖ    | FPÖ    | NEOS  | JETZT | GRÜNE | Sonst. |
| März (4) | 2019       | 33,8 % | 25,0 % | 24,3 % | 7,3 % | 2,5 % | 5,5 % | 1,8 %  |
| Februar (5) | 2019       | 33,6 % | 26,0 % | 23,4 % | 7,7 % | 1,7 % | 5,6 % | 2,0 %  |
| Jänner (4) | 2019       | 34,5 % | 26,5 % | 23,0 % | 7,3 % | 2,0 % | 5,5 % | 1,3 %  |
| Dezember (6) | 2018       | 34,2 % | 26,0 % | 22,9 % | 8,1 % | 2,3 % | 5,4 % | 1,2 %  |
| November (4) | 2018       | 34,0 % | 25,0 % | 24,3 % | 7,5 % | 2,3 % | 5,3 % | 1,8 %  |
| Oktober (8) | 2018       | 33,6 % | 25,9 % | 24,7 % | 6,8 % | 2,4 % | 4,5 % | 2,1 %  |
| September (5) | 2018       | 33,4 % | 27,2 % | 23,6 % | 7,4 % | 2,0 % | 4,2 % | 2,2 %  |
| August (5) | 2018       | 33,4 % | 27,6 % | 23,2 % | 6,8 % | 2,4 % | 4,0 % | 2,6 %  |
| Juli (3) | 2018       | 33,3 % | 27,3 % | 24,0 % | 6,0 % | 2,2 % | 4,3 % | 3,0 %  |
| Juni (9) | 2018       | 33,2 % | 26,4 % | 25,2 % | 6,2 % | 2,0 % | 4,5 % | 2,2 %  |
| Mai (5) | 2018       | 32,0 % | 27,0 % | 25,4 % | 5,8 % | 3,4 % | 4,4 % | 2,0 %  |
| April (4) | 2018       | 32,8 % | 27,0 % | 24,3 % | 7,0 % | 2,3 % | 4,8 % | 2,0 %  |
| März (8) | 2018       | 32,0 % | 28,3 % | 24,0 % | 8,1 % | 2,5 % | 4,3 % | 1,9 %  |
| Februar (4) | 2018       | 32,3 % | 25,8 % | 25,0 % | 6,8 % | 2,8 % | 5,0 % | 2,8 %  |
| Jänner (3) | 2018       | 32,0 % | 27,0 % | 26,0 % | 6,0 % | 2,7 % | 4,0 % | 2,3 %  |
| Dezember (6) | 2017       | 31,8 % | 26,8 % | 26,7 % | 6,2 % | 2,3 % | 3,8 % | 2,5 %  |
| November (4) | 2017       | 32,0 % | 27,5 % | 26,0 % | 4,8 % | 2,5 % | 4,3 % | 2,5 %  |
| Oktober (2) | 2017       | 31,5 % | 27,0 % | 26,5 % | 5,0 % | 4,5 % | 3,9 % | 1,3 %  |
| Nationalratswahl 2017 | 15.10.2017 | 31,5 % | 26,9 % | 26,0 % | 5,3 % | 4,4 % | 3,8 % | 2,2 %  |

| Monat                 | Jahr       | ÖVP    | SPÖ    | FPÖ    | NEOS  | JETZT | GRÜNE | Sonst. |
| --------------------- | ---------- | ------ | ------ | ------ | ----- | ----- | ----- | ------ |
| März (4)              | 2019       | 33,8 % | 25,0 % | 24,3 % | 7,3 % | 2,5 % | 5,5 % | 1,8 %  |
| Februar (5)           | 2019       | 33,6 % | 26,0 % | 23,4 % | 7,7 % | 1,7 % | 5,6 % | 2,0 %  |
| Jänner (4)            | 2019       | 34,5 % | 26,5 % | 23,0 % | 7,3 % | 2,0 % | 5,5 % | 1,3 %  |
| Dezember (6)          | 2018       | 34,2 % | 26,0 % | 22,9 % | 8,1 % | 2,3 % | 5,4 % | 1,2 %  |
| November (4)          | 2018       | 34,0 % | 25,0 % | 24,3 % | 7,5 % | 2,3 % | 5,3 % | 1,8 %  |
| Oktober (8)           | 2018       | 33,6 % | 25,9 % | 24,7 % | 6,8 % | 2,4 % | 4,5 % | 2,1 %  |
| September (5)         | 2018       | 33,4 % | 27,2 % | 23,6 % | 7,4 % | 2,0 % | 4,2 % | 2,2 %  |
| August (5)            | 2018       | 33,4 % | 27,6 % | 23,2 % | 6,8 % | 2,4 % | 4,0 % | 2,6 %  |
| Juli (3)              | 2018       | 33,3 % | 27,3 % | 24,0 % | 6,0 % | 2,2 % | 4,3 % | 3,0 %  |
| Juni (9)              | 2018       | 33,2 % | 26,4 % | 25,2 % | 6,2 % | 2,0 % | 4,5 % | 2,2 %  |
| Mai (5)               | 2018       | 32,0 % | 27,0 % | 25,4 % | 5,8 % | 3,4 % | 4,4 % | 2,0 %  |
| April (4)             | 2018       | 32,8 % | 27,0 % | 24,3 % | 7,0 % | 2,3 % | 4,8 % | 2,0 %  |
| März (8)              | 2018       | 32,0 % | 28,3 % | 24,0 % | 8,1 % | 2,5 % | 4,3 % | 1,9 %  |
| Februar (4)           | 2018       | 32,3 % | 25,8 % | 25,0 % | 6,8 % | 2,8 % | 5,0 % | 2,8 %  |
| Jänner (3)            | 2018       | 32,0 % | 27,0 % | 26,0 % | 6,0 % | 2,7 % | 4,0 % | 2,3 %  |
| Dezember (6)          | 2017       | 31,8 % | 26,8 % | 26,7 % | 6,2 % | 2,3 % | 3,8 % | 2,5 %  |
| November (4)          | 2017       | 32,0 % | 27,5 % | 26,0 % | 4,8 % | 2,5 % | 4,3 % | 2,5 %  |
| Oktober (2)           | 2017       | 31,5 % | 27,0 % | 26,5 % | 5,0 % | 4,5 % | 3,9 % | 1,3 %  |
| Nationalratswahl 2017 | 15.10.2017 | 31,5 % | 26,9 % | 26,0 % | 5,3 % | 4,4 % | 3,8 % | 2,2 %  |

#### Verlauf

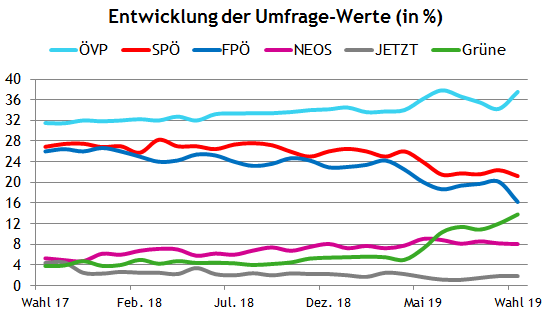
Entwicklung der Umfragewerte

## Sonntagsfrage nach Ländern, Alter und Geschlecht

### Bundesländer (absteigend nach Bevölkerungszahl)
Wien
| Institut              | Datum      | SPÖ    | ÖVP    | FPÖ    | NEOS  | GRÜNE | Andere |
| --------------------- | ---------- | ------ | ------ | ------ | ----- | ----- | ------ |
| Research Affairs      | 28.08.2019 | 28 %   | 23 %   | 17 %   | 11 %  | 15 %  | 6 %    |
| Research Affairs      | 19.07.2019 | 30 %   | 29 %   | 15 %   | 9 %   | 14 %  | 3 %    |
| Research Affairs      | 04.07.2019 | 32 %   | 31 %   | 14 %   | —     | 12 %  | 11 %   |
| Nationalratswahl 2017 | 15.10.2017 | 34,5 % | 21,6 % | 21,3 % | 6,5 % | 5,9 % | 10,2 % |

Niederösterreich
| Institut              | Datum      | ÖVP    | FPÖ    | SPÖ    | NEOS  | GRÜNE | Andere |
| --------------------- | ---------- | ------ | ------ | ------ | ----- | ----- | ------ |
| Research Affairs      | 28.08.2019 | 41 %   | 19 %   | 21 %   | 7 %   | 8 %   | 4 %    |
| Research Affairs      | 19.07.2019 | 42 %   | 22 %   | 20 %   | 7 %   | 8 %   | 1 %    |
| Research Affairs      | 04.07.2019 | 40 %   | 19 %   | 20 %   | —     | 8 %   | 13 %   |
| Nationalratswahl 2017 | 15.10.2017 | 35,6 % | 25,9 % | 24,8 % | 4,8 % | 2,7 % | 6,2 %  |

Oberösterreich
| Institut              | Datum      | ÖVP    | SPÖ    | FPÖ    | NEOS  | GRÜNE | Andere |
| --------------------- | ---------- | ------ | ------ | ------ | ----- | ----- | ------ |
| Research Affairs      | 28.08.2019 | 40 %   | 23 %   | 19 %   | 6 %   | 10 %  | 2 %    |
| Research Affairs      | 19.07.2019 | 35 %   | 26 %   | 17 %   | 6 %   | 14 %  | 2 %    |
| Research Affairs      | 04.07.2019 | 39 %   | 26 %   | 20 %   | —     | 8 %   | 7 %    |
| Nationalratswahl 2017 | 15.10.2017 | 31,5 % | 27,6 % | 26,8 % | 4,8 % | 3,7 % | 9,3 %  |

Steiermark
| Institut              | Datum      | ÖVP    | FPÖ    | SPÖ    | NEOS  | GRÜNE | Andere |
| --------------------- | ---------- | ------ | ------ | ------ | ----- | ----- | ------ |
| Research Affairs      | 28.08.2019 | 35 %   | 22 %   | 20 %   | 7 %   | 11 %  | 5 %    |
| Research Affairs      | 19.07.2019 | 37 %   | 20 %   | 23 %   | 7 %   | 12 %  | 1 %    |
| Research Affairs      | 04.07.2019 | 38 %   | 18 %   | 19 %   | —     | 11 %  | 14 %   |
| Nationalratswahl 2017 | 15.10.2017 | 31,5 % | 29,4 % | 25,1 % | 5,0 % | 2,8 % | 11,2 % |

Tirol
| Institut              | Datum      | ÖVP    | FPÖ    | SPÖ    | NEOS  | GRÜNE | Andere |
| --------------------- | ---------- | ------ | ------ | ------ | ----- | ----- | ------ |
| Research Affairs      | 28.08.2019 | 44 %   | 19 %   | 18 %   | 6 %   | 13 %  | 0 %    |
| Research Affairs      | 19.07.2019 | 43 %   | 19 %   | 17 %   | 4 %   | 15 %  | 2 %    |
| Research Affairs      | 04.07.2019 | 42 %   | 15 %   | 17 %   | —     | 13 %  | 13 %   |
| Nationalratswahl 2017 | 15.10.2017 | 38,4 % | 24,9 % | 20,8 % | 5,7 % | 4,5 % | 5,7 %  |

Kärnten
| Institut              | Datum      | FPÖ    | SPÖ    | ÖVP    | NEOS  | GRÜNE | Andere |
| --------------------- | ---------- | ------ | ------ | ------ | ----- | ----- | ------ |
| Research Affairs      | 28.08.2019 | 20 %   | 25 %   | 31 %   | 7 %   | 11 %  | 6 %    |
| Research Affairs      | 19.07.2019 | 19 %   | 27 %   | 38 %   | 3 %   | 11 %  | 2 %    |
| Nationalratswahl 2017 | 15.10.2017 | 31,8 % | 29,3 % | 26,8 % | 4,3 % | 2,4 % | 5,4 %  |

Salzburg
| Institut              | Datum      | ÖVP    | FPÖ    | SPÖ    | NEOS  | GRÜNE | Andere |
| --------------------- | ---------- | ------ | ------ | ------ | ----- | ----- | ------ |
| Research Affairs      | 28.08.2019 | 42 %   | 17 %   | 19 %   | 8 %   | 11 %  | 3 %    |
| Research Affairs      | 19.07.2019 | 40 %   | 21 %   | 20 %   | 3 %   | 13 %  | 3 %    |
| Nationalratswahl 2017 | 15.10.2017 | 37,7 % | 24,4 % | 22,2 % | 5,7 % | 4,0 % | 6,0 %  |

Vorarlberg
| Institut              | Datum      | ÖVP    | FPÖ    | SPÖ    | NEOS  | GRÜNE | Andere |
| --------------------- | ---------- | ------ | ------ | ------ | ----- | ----- | ------ |
| Research Affairs      | 28.08.2019 | 40 %   | 14 %   | 19 %   | 14 %  | 8 %   | 5 %    |
| Nationalratswahl 2017 | 15.10.2017 | 34,7 % | 24,4 % | 17,8 % | 9,0 % | 7,2 % | 6,9 %  |

Burgenland
| Institut              | Datum      | SPÖ    | ÖVP    | FPÖ    | NEOS  | GRÜNE | Andere |
| --------------------- | ---------- | ------ | ------ | ------ | ----- | ----- | ------ |
| Research Affairs      | 28.08.2019 | 20 %   | 29 %   | 26 %   | 8 %   | 11 %  | 6 %    |
| Research Affairs      | 19.07.2019 | 26 %   | 31 %   | 17 %   | 7 %   | 12 %  | 7 %    |
| Research Affairs      | 04.07.2019 | 25 %   | 31 %   | 23 %   | —     | 8 %   | 13 %   |
| Nationalratswahl 2017 | 15.10.2017 | 32,9 % | 32,8 % | 25,2 % | 2,9 % | 2,0 % | 16,4 % |

### Personengruppen
Altersgruppen
| Institut         | Datum      | Altersgruppe    | ÖVP  | SPÖ  | FPÖ  | NEOS | JETZT | GRÜNE | Andere |
| ---------------- | ---------- | --------------- | ---- | ---- | ---- | ---- | ----- | ----- | ------ |
| Research Affairs | 19.07.2019 | 16 bis 19 Jahre | 24 % | 25 % | 9 %  | 17 % | —     | 20 %  | 5 %    |
| Research Affairs | 19.07.2019 | 20 bis 29 Jahre | 29 % | 21 % | 21 % | 9 %  | —     | 15 %  | 5 %    |
| Research Affairs | 19.07.2019 | 30 bis 39 Jahre | 31 % | 18 % | 22 % | 11 % | —     | 13 %  | 6 %    |
| Research Affairs | 19.07.2019 | 40 bis 49 Jahre | 45 % | 17 % | 24 % | 6 %  | —     | 8 %   | 0 %    |
| Research Affairs | 19.07.2019 | 50 bis 59 Jahre | 44 % | 26 % | 22 % | 1 %  | —     | 7 %   | 0 %    |
| Research Affairs | 19.07.2019 | 60 bis 69 Jahre | 46 % | 27 % | 14 % | 4 %  | —     | 6 %   | 3 %    |
| Research Affairs | 04.07.2019 | 16 bis 19 Jahre | 22 % | 30 % | 10 % | 13 % | 2 %   | 20 %  | 3 %    |
| Research Affairs | 04.07.2019 | 20 bis 29 Jahre | 36 % | 18 % | 19 % | 10 % | 3 %   | 12 %  | 2 %    |
| Research Affairs | 04.07.2019 | 30 bis 39 Jahre | 27 % | 18 % | 29 % | 9 %  | 3 %   | 11 %  | 3 %    |
| Research Affairs | 04.07.2019 | 40 bis 49 Jahre | 46 % | 19 % | 18 % | 5 %  | 1 %   | 9 %   | 2 %    |
| Research Affairs | 04.07.2019 | 50 bis 59 Jahre | 43 % | 20 % | 20 % | 6 %  | 2 %   | 8 %   | 1 %    |
| Research Affairs | 04.07.2019 | 60 bis 69 Jahre | 45 % | 30 % | 11 % | 6 %  | 2 %   | 6 %   | 0 %    |

Frauen
| Institut              | Datum      | ÖVP  | SPÖ  | FPÖ  | NEOS | JETZT | GRÜNE | Andere |
| --------------------- | ---------- | ---- | ---- | ---- | ---- | ----- | ----- | ------ |
| Research Affairs      | 18.07.2019 | 36 % | 23 % | 18 % | 8 %  | —     | 14 %  | 1 %    |
| Research Affairs      | 04.07.2019 | 35 % | 23 % | 16 % | 9 %  | 2 %   | 13 %  | 2 %    |
| Nationalratswahl 2017 | 15.10.2017 | 30 % | 29 % | 22 % | 5 %  | 5 %   | 6 %   | 3 %    |

Männer
| Institut              | Datum      | ÖVP  | SPÖ  | FPÖ  | NEOS | JETZT | GRÜNE | Andere |
| --------------------- | ---------- | ---- | ---- | ---- | ---- | ----- | ----- | ------ |
| Research Affairs      | 18.07.2019 | 38 % | 21 % | 20 % | 7 %  | —     | 10 %  | 4 %    |
| Research Affairs      | 04.07.2019 | 39 % | 21 % | 20 % | 7 %  | 3 %   | 8 %   | 2 %    |
| Nationalratswahl 2017 | 15.10.2017 | 33 % | 25 % | 29 % | 5 %  | 4 %   | 2 %   | 2 %    |

## Weitere Umfragen

### Umfragen zur Direktwahl Bundeskanzler
| Institut                              | Datum      | Sebastian Kurz (ÖVP) | Pamela Rendi-Wagner (SPÖ) | Norbert Hofer (FPÖ) | Beate Meinl-Reisinger (NEOS) | Maria Stern (JETZT) | Peter Pilz (JETZT) | Werner Kogler (Grüne) | Brigitte Bierlein (parteilos) | keiner der Abgefragten |
| ------------------------------------- | ---------- | -------------------- | ------------------------- | ------------------- | ---------------------------- | ------------------- | ------------------ | --------------------- | ----------------------------- | ---------------------- |
| Research Affairs                      | 18.09.2019 | 41 %                 | 19 %                      | 21 %                | 8 %                          | -                   | 1 %                | 10 %                  | -                             | -                      |
| Research Affairs                      | 21.08.2019 | 42 %                 | 18 %                      | 20 %                | -                            | -                   | -                  | -                     | -                             | 20 %                   |
| Research Affairs                      | 14.08.2019 | 42 %                 | 17 %                      | 20 %                | -                            | -                   | -                  | -                     | -                             | 21 %                   |
| OGM                                   | 14.08.2019 | 40 %                 | 19 %                      | 23 %                | 7 %                          | -                   | 1 %                | 10 %                  | -                             | -                      |
| Market                                | 11.08.2019 | 35 %                 | 13 %                      | 10 %                | 8 %                          | -                   | 3 %                | 7 %                   | 13 %                          | 11 %                   |
| Research Affairs                      | 07.08.2019 | 43 %                 | 18 %                      | 21 %                | 7 %                          | -                   | 2 %                | 9 %                   | -                             | -                      |
| Research Affairs                      | 31.07.2019 | 44 %                 | 17 %                      | 21 %                | 7 %                          | -                   | 1 %                | 10 %                  | -                             | -                      |
| Research Affairs                      | 25.07.2019 | 45 %                 | 17 %                      | 20 %                | 7 %                          | -                   | 1 %                | 10 %                  | -                             | -                      |
| Research Affairs                      | 18.07.2019 | 46 %                 | 17 %                      | 20 %                | 6 %                          | -                   | 1 %                | 10 %                  | -                             | -                      |
| Market                                | 15.07.2019 | 34 %                 | 13 %                      | 13 %                | -                            | -                   | -                  | -                     | 17 %                          | 23 %                   |
| Unique Research                       | 13.07.2019 | 37 %                 | 11 %                      | 14 %                | 6 %                          | 1 %                 | -                  | 6 %                   | -                             | 38 %                   |
| Research Affairs                      | 11.07.2019 | 46 %                 | 18 %                      | 19 %                | 6 %                          | -                   | 1 %                | 10 %                  | -                             | -                      |
| Research Affairs                      | 04.07.2019 | 42 %                 | 15 %                      | 18 %                | 5 %                          | 1 %                 | 1 %                | 8 %                   | 11 %                          | -                      |
| Research Affairs                      | 04.07.2019 | 46 %                 | 18 %                      | 19 %                | 6 %                          | 2 %                 | 2 %                | 9 %                   | -                             | -                      |
| Peter Hajek Public Opinion Strategies | 28.06.2019 | 37 %                 | 13 %                      | 13 %                | 5 %                          | -                   | 2 %                | 6 %                   | -                             | 24 %                   |
| Market                                | 08.06.2019 | 39 %                 | 12 %                      | 10 %                | 6 %                          | 1 %                 | -                  | -                     | 17 %                          | 15 %                   |
| Unique Research                       | 06.06.2019 | 33 %                 | 10 %                      | 16 %                | 6 %                          | -                   | -                  | 5 %                   | -                             | 30 %                   |
| Research Affairs                      | 05.06.2019 | 46 %                 | 19 %                      | 19 %                | -                            | -                   | -                  | -                     | -                             | 16 %                   |

### Ältere Umfragen
| \| Institut \| Datum \| Sebastian Kurz (ÖVP) \| Pamela Rendi-Wagner (SPÖ) \| Heinz-Christian Strache (FPÖ) \| keiner der Abgefragten \| \| \| Demox Research[43] \| 02.05.2019 \| 59 % \| 36 % \| - \| 5 % \| \| \| Research Affairs[44] \| 01.05.2019 \| 41 % \| 27 % \| 19 % \| 13 % \| \| \| Research Affairs[45] \| 17.04.2019 \| 41 % \| 26 % \| 20 % \| 13 % \| \| \| Unique Research[48] \| 12.04.2019 \| 42 % \| 16 % \| 12 % \| 30 % \| \| \| Research Affairs[50] \| 03.04.2019 \| 41 % \| 26 % \| 20 % \| 13 % \| \| \| Research Affairs[51] \| 20.03.2019 \| 40 % \| 26 % \| 21 % \| 13 % \| \| \| Unique Research[52] \| 15.03.2019 \| 40 % \| 15 % \| 13 % \| 32 % \| \| \| Unique Research[53] \| 07.03.2019 \| 39 % \| 16 % \| 12 % \| 33 % \| \| \| Research Affairs[54] \| 06.03.2019 \| 40 % \| 26 % \| 20 % \| 14 % \| \| \| Hajek[55] \| 28.02.2019 \| 38 % \| 19 % \| 15 % \| 28 % \| \| \| Research Affairs[56] \| 20.02.2019 \| 40 % \| 27 % \| 19 % \| 14 % \| \| \| Unique Research[57] \| 15.02.2019 \| 35 % \| 16 % \| 14 % \| 35 % \| \| \| Research Affairs[59] \| 06.02.2019 \| 40 % \| 28 % \| 18 % \| 14 % \| \| \| Unique Research[62] \| 12.01.2019 \| 39 % \| 16 % \| 12 % \| 33 % \| \| \| Research Affairs[63] \| 09.01.2019 \| 40 % \| 29 % \| 19 % \| 12 % \| \| |            |                      |                           |                               |                        |  |
| Institut | Datum      | Sebastian Kurz (ÖVP) | Pamela Rendi-Wagner (SPÖ) | Heinz-Christian Strache (FPÖ) | keiner der Abgefragten |  |
| Demox Research | 02.05.2019 | 59 %                 | 36 %                      | -                             | 5 %                    |  |
| Research Affairs | 01.05.2019 | 41 %                 | 27 %                      | 19 %                          | 13 %                   |  |
| Research Affairs | 17.04.2019 | 41 %                 | 26 %                      | 20 %                          | 13 %                   |  |
| Unique Research | 12.04.2019 | 42 %                 | 16 %                      | 12 %                          | 30 %                   |  |
| Research Affairs | 03.04.2019 | 41 %                 | 26 %                      | 20 %                          | 13 %                   |  |
| Research Affairs | 20.03.2019 | 40 %                 | 26 %                      | 21 %                          | 13 %                   |  |
| Unique Research | 15.03.2019 | 40 %                 | 15 %                      | 13 %                          | 32 %                   |  |
| Unique Research | 07.03.2019 | 39 %                 | 16 %                      | 12 %                          | 33 %                   |  |
| Research Affairs | 06.03.2019 | 40 %                 | 26 %                      | 20 %                          | 14 %                   |  |
| Hajek | 28.02.2019 | 38 %                 | 19 %                      | 15 %                          | 28 %                   |  |
| Research Affairs | 20.02.2019 | 40 %                 | 27 %                      | 19 %                          | 14 %                   |  |
| Unique Research | 15.02.2019 | 35 %                 | 16 %                      | 14 %                          | 35 %                   |  |
| Research Affairs | 06.02.2019 | 40 %                 | 28 %                      | 18 %                          | 14 %                   |  |
| Unique Research | 12.01.2019 | 39 %                 | 16 %                      | 12 %                          | 33 %                   |  |
| Research Affairs | 09.01.2019 | 40 %                 | 29 %                      | 19 %                          | 12 %                   |  |

| \| Institut \| Datum \| Sebastian Kurz (ÖVP) \| Pamela Rendi-Wagner (SPÖ) \| Christian Kern (SPÖ) \| Heinz-Christian Strache (FPÖ) \| keiner der Abgefragten \| \| \| Unique Research[64] \| 14.12.2018 \| 41 % \| 16 % \| — \| 12 % \| 31 % \| \| \| Research Affairs[66] \| 12.12.2018 \| 40 % \| 28 % \| — \| 19 % \| 13 % \| \| \| Market[65] \| 12.12.2018 \| 36 % \| 26 % \| — \| 9 % \| 29 % \| \| \| Hajek[67] \| 11.12.2018 \| 38 % \| 17 % \| — \| 13 % \| 32 % \| \| \| Unique Research[69] \| 07.12.2018 \| 37 % \| 17 % \| — \| 13 % \| 33 % \| \| \| Unique Research[71] \| 16.11.2018 \| 41 % \| 16 % \| — \| 13 % \| 30 % \| \| \| Research Affairs[73] \| 14.11.2018 \| 40 % \| 28 % \| — \| 19 % \| 13 % \| \| \| Hajek[74] \| 31.10.2018 \| 32 % \| 18 % \| — \| 15 % \| 35 % \| \| \| Research Affairs[75] \| 30.10.2018 \| 40 % \| 28 % \| — \| 19 % \| 13 % \| \| \| Research Affairs[77] \| 17.10.2018 \| 40 % \| 29 % \| — \| 18 % \| 13 % \| \| \| Unique Research[79] \| 12.10.2018 \| 33 % \| 15 % \| — \| 12 % \| 40 % \| \| \| Research Affairs[81] \| 03.10.2018 \| 39 % \| 30 % \| — \| 18 % \| 13 % \| \| \| Market[82] \| 27.09.2018 \| 36 % \| 25 % \| — \| 9 % \| 30 % \| \| \| Unique Research[84] \| 13.09.2018 \| 38 % \| — \| 21 % \| 12 % \| 29 % \| \| \| Unique Research[85] \| 06.09.2018 \| 35 % \| — \| 23 % \| 13 % \| 29 % \| \| \| Research Affairs[86] \| 05.09.2018 \| 39 % \| — \| 30 % \| 19 % \| 12 % \| \| \| Hajek[87] \| 29.08.2018 \| 32 % \| — \| 23 % \| 12 % \| 33 % \| \| \| Unique Research[90] \| 11.08.2018 \| 32 % \| — \| 23 % \| 13 % \| 33 % \| \| \| Research Affairs[91] \| 08.08.2018 \| 39 % \| — \| 31 % \| 19 % \| 11 % \| \| \| Unique Research[93] \| 13.07.2018 \| 36 % \| — \| 22 % \| 12 % \| 30 % \| \| \| Research Affairs[94] \| 11.07.2018 \| 38 % \| — \| 30 % \| 19 % \| 13 % \| \| \| Spectra[95] \| 29.06.2018 \| 30 % \| — \| 20 % \| 17 % \| 32 % \| \| \| OGM[96] \| 28.06.2018 \| 39 % \| — \| 29 % \| 19 % \| 13 % \| \| \| Research Affairs[97] \| 27.06.2018 \| 38 % \| — \| 29 % \| 20 % \| 13 % \| \| \| Unique Research[98] \| 21.06.2018 \| 34 % \| — \| 19 % \| 12 % \| 35 % \| \| \| Market[99] \| 15.06.2018 \| 42 % \| — \| 23 % \| 8 % \| 27 % \| \| \| Hajek[101] \| 11.06.2018 \| 33 % \| — \| 23 % \| 15 % \| 29 % \| \| \| Unique Research[102] \| 06.06.2018 \| 35 % \| — \| 23 % \| 15 % \| 27 % \| \| \| Research Affairs[103] \| 01.06.2018 \| 37 % \| — \| 29 % \| 20 % \| 14 % \| \| \| Unique Research[102] \| 26.05.2018 \| 34 % \| — \| 20 % \| 14 % \| 32 % \| \| \| Research Affairs[106] \| 17.05.2018 \| 37 % \| — \| 30 % \| 20 % \| 13 % \| \| \| Spectra[107] \| 11.05.2018 \| 31 % \| — \| 22 % \| 18 % \| 30 % \| \| \| Research Affairs[109] \| 03.05.2018 \| 37 % \| — \| 30 % \| 21 % \| 12 % \| \| \| Hajek[101] \| 25.04.2018 \| 34 % \| — \| 21 % \| 16 % \| 29 % \| \| \| Research Affairs[111] \| 19.04.2018 \| 36 % \| — \| 29 % \| 21 % \| 14 % \| \| \| Unique Research[98] \| 13.04.2018 \| 35 % \| — \| 25 % \| 13 % \| 27 % \| \| \| Research Affairs[113] \| 05.04.2018 \| 36 % \| — \| 29 % \| 21 % \| 14 % \| \| \| Unique Research[102] \| 15.03.2018 \| 37 % \| — \| 29 % \| 11 % \| 23 % \| \| \| Research Affairs[121] \| 08.03.2018 \| 36 % \| — \| 28 % \| 21 % \| 15 % \| \| \| Peter Hajek[161] \| 21.02.2018 \| 38 % \| — \| 22 % \| 14 % \| 26 % \| \| \| Unique Research[162] \| 17.02.2018 \| 43 % \| — \| 21 % \| 14 % \| 22 % \| \| \| Research Affairs[124] \| 08.02.2018 \| 34 % \| — \| 27 % \| 22 % \| 17 % \| \| \| Research Affairs[125] \| 24.01.2018 \| 33 % \| — \| 28 % \| 23 % \| 16 % \| \| \| Unique Research[98] \| 19.01.2018 \| 37 % \| — \| 26 % \| 14 % \| 23 % \| \| \| Research Affairs[127] \| 10.01.2018 \| 32 % \| — \| 26 % \| 24 % \| 18 % \| \| |            |                      |                           |                      |                               |                        |  |
| Institut | Datum      | Sebastian Kurz (ÖVP) | Pamela Rendi-Wagner (SPÖ) | Christian Kern (SPÖ) | Heinz-Christian Strache (FPÖ) | keiner der Abgefragten |  |
| Unique Research | 14.12.2018 | 41 %                 | 16 %                      | —                    | 12 %                          | 31 %                   |  |
| Research Affairs | 12.12.2018 | 40 %                 | 28 %                      | —                    | 19 %                          | 13 %                   |  |
| Market | 12.12.2018 | 36 %                 | 26 %                      | —                    | 9 %                           | 29 %                   |  |
| Hajek | 11.12.2018 | 38 %                 | 17 %                      | —                    | 13 %                          | 32 %                   |  |
| Unique Research | 07.12.2018 | 37 %                 | 17 %                      | —                    | 13 %                          | 33 %                   |  |
| Unique Research | 16.11.2018 | 41 %                 | 16 %                      | —                    | 13 %                          | 30 %                   |  |
| Research Affairs | 14.11.2018 | 40 %                 | 28 %                      | —                    | 19 %                          | 13 %                   |  |
| Hajek | 31.10.2018 | 32 %                 | 18 %                      | —                    | 15 %                          | 35 %                   |  |
| Research Affairs | 30.10.2018 | 40 %                 | 28 %                      | —                    | 19 %                          | 13 %                   |  |
| Research Affairs | 17.10.2018 | 40 %                 | 29 %                      | —                    | 18 %                          | 13 %                   |  |
| Unique Research | 12.10.2018 | 33 %                 | 15 %                      | —                    | 12 %                          | 40 %                   |  |
| Research Affairs | 03.10.2018 | 39 %                 | 30 %                      | —                    | 18 %                          | 13 %                   |  |
| Market | 27.09.2018 | 36 %                 | 25 %                      | —                    | 9 %                           | 30 %                   |  |
| Unique Research | 13.09.2018 | 38 %                 | —                         | 21 %                 | 12 %                          | 29 %                   |  |
| Unique Research | 06.09.2018 | 35 %                 | —                         | 23 %                 | 13 %                          | 29 %                   |  |
| Research Affairs | 05.09.2018 | 39 %                 | —                         | 30 %                 | 19 %                          | 12 %                   |  |
| Hajek | 29.08.2018 | 32 %                 | —                         | 23 %                 | 12 %                          | 33 %                   |  |
| Unique Research | 11.08.2018 | 32 %                 | —                         | 23 %                 | 13 %                          | 33 %                   |  |
| Research Affairs | 08.08.2018 | 39 %                 | —                         | 31 %                 | 19 %                          | 11 %                   |  |
| Unique Research | 13.07.2018 | 36 %                 | —                         | 22 %                 | 12 %                          | 30 %                   |  |
| Research Affairs | 11.07.2018 | 38 %                 | —                         | 30 %                 | 19 %                          | 13 %                   |  |
| Spectra | 29.06.2018 | 30 %                 | —                         | 20 %                 | 17 %                          | 32 %                   |  |
| OGM | 28.06.2018 | 39 %                 | —                         | 29 %                 | 19 %                          | 13 %                   |  |
| Research Affairs | 27.06.2018 | 38 %                 | —                         | 29 %                 | 20 %                          | 13 %                   |  |
| Unique Research | 21.06.2018 | 34 %                 | —                         | 19 %                 | 12 %                          | 35 %                   |  |
| Market | 15.06.2018 | 42 %                 | —                         | 23 %                 | 8 %                           | 27 %                   |  |
| Hajek | 11.06.2018 | 33 %                 | —                         | 23 %                 | 15 %                          | 29 %                   |  |
| Unique Research | 06.06.2018 | 35 %                 | —                         | 23 %                 | 15 %                          | 27 %                   |  |
| Research Affairs | 01.06.2018 | 37 %                 | —                         | 29 %                 | 20 %                          | 14 %                   |  |
| Unique Research | 26.05.2018 | 34 %                 | —                         | 20 %                 | 14 %                          | 32 %                   |  |
| Research Affairs | 17.05.2018 | 37 %                 | —                         | 30 %                 | 20 %                          | 13 %                   |  |
| Spectra | 11.05.2018 | 31 %                 | —                         | 22 %                 | 18 %                          | 30 %                   |  |
| Research Affairs | 03.05.2018 | 37 %                 | —                         | 30 %                 | 21 %                          | 12 %                   |  |
| Hajek | 25.04.2018 | 34 %                 | —                         | 21 %                 | 16 %                          | 29 %                   |  |
| Research Affairs | 19.04.2018 | 36 %                 | —                         | 29 %                 | 21 %                          | 14 %                   |  |
| Unique Research | 13.04.2018 | 35 %                 | —                         | 25 %                 | 13 %                          | 27 %                   |  |
| Research Affairs | 05.04.2018 | 36 %                 | —                         | 29 %                 | 21 %                          | 14 %                   |  |
| Unique Research | 15.03.2018 | 37 %                 | —                         | 29 %                 | 11 %                          | 23 %                   |  |
| Research Affairs | 08.03.2018 | 36 %                 | —                         | 28 %                 | 21 %                          | 15 %                   |  |
| Peter Hajek | 21.02.2018 | 38 %                 | —                         | 22 %                 | 14 %                          | 26 %                   |  |
| Unique Research | 17.02.2018 | 43 %                 | —                         | 21 %                 | 14 %                          | 22 %                   |  |
| Research Affairs | 08.02.2018 | 34 %                 | —                         | 27 %                 | 22 %                          | 17 %                   |  |
| Research Affairs | 24.01.2018 | 33 %                 | —                         | 28 %                 | 23 %                          | 16 %                   |  |
| Unique Research | 19.01.2018 | 37 %                 | —                         | 26 %                 | 14 %                          | 23 %                   |  |
| Research Affairs | 10.01.2018 | 32 %                 | —                         | 26 %                 | 24 %                          | 18 %                   |  |

| \| Institut \| Datum \| Sebastian Kurz (ÖVP) \| Christian Kern (SPÖ) \| Heinz-Christian Strache (FPÖ) \| keiner der Abgefragten \| \| --------------------- \| ---------- \| -------------------- \| -------------------- \| ----------------------------- \| ---------------------- \| \| Peter Hajek[110] \| 21.12.2017 \| 33 % \| 25 % \| 15 % \| 28 % \| \| Market[99] \| 20.12.2017 \| 39 % \| 29 % \| – \| 32 % \| \| Unique Research[102] \| 15.12.2017 \| 32 % \| 26 % \| 14 % \| 28 % \| \| Market[114] \| 06.12.2017 \| 34 % \| 34 % \| – \| 32 % \| \| Research Affairs[134] \| 23.11.2017 \| 33 % \| 26 % \| 25 % \| 16 % \| \| Unique Research[105] \| 17.11.2017 \| 34 % \| 31 % \| 15 % \| 20 % \| \| Research Affairs[134] \| 09.11.2017 \| 34 % \| 27 % \| 25 % \| 14 % \| \| Market[120] \| 09.11.2017 \| 42 % \| 32 % \| 14 % \| 12 % \| \| Research Affairs[138] \| 20.10.2017 \| 39 % \| 28 % \| 17 % \| 16 % \| \| Christina Matzka[139] \| 17.10.2017 \| 32 % \| 30 % \| 16 % \| 22 % \| |            |                      |                      |                               |                        |
| Institut | Datum      | Sebastian Kurz (ÖVP) | Christian Kern (SPÖ) | Heinz-Christian Strache (FPÖ) | keiner der Abgefragten |
| Peter Hajek | 21.12.2017 | 33 %                 | 25 %                 | 15 %                          | 28 %                   |
| Market | 20.12.2017 | 39 %                 | 29 %                 | –                             | 32 %                   |
| Unique Research | 15.12.2017 | 32 %                 | 26 %                 | 14 %                          | 28 %                   |
| Market | 06.12.2017 | 34 %                 | 34 %                 | –                             | 32 %                   |
| Research Affairs | 23.11.2017 | 33 %                 | 26 %                 | 25 %                          | 16 %                   |
| Unique Research | 17.11.2017 | 34 %                 | 31 %                 | 15 %                          | 20 %                   |
| Research Affairs | 09.11.2017 | 34 %                 | 27 %                 | 25 %                          | 14 %                   |
| Market | 09.11.2017 | 42 %                 | 32 %                 | 14 %                          | 12 %                   |
| Research Affairs | 20.10.2017 | 39 %                 | 28 %                 | 17 %                          | 16 %                   |
| Christina Matzka | 17.10.2017 | 32 %                 | 30 %                 | 16 %                          | 22 %                   |

### Umfragen zur bevorzugten Koalition
Die Prozentzahlen geben an, welcher Anteil an Befragten die potentielle Koalition mit am meisten bevorzugt.
| Institut                              | Datum      | ÖVP SPÖ | ÖVP FPÖ | SPÖ FPÖ | SPÖ NEOS GRÜNE | ÖVP NEOS GRÜNE | ÖVP NEOS | ÖVP GRÜNE | SPÖ GRÜNE | Andere | Keine Angabe |
| ------------------------------------- | ---------- | ------- | ------- | ------- | -------------- | -------------- | -------- | --------- | --------- | ------ | ------------ |
| Research Affairs                      | 18.09.2019 | 10 %    | 27 %    | 4 %     | 13 %           | 11 %           | 6 %      | 2 %       | 9 %       | 18 %   | 18 %         |
| Research Affairs                      | 04.09.2019 | 10 %    | 23 %    | 6 %     | 12 %           | 8 %            | 9 %      | 5 %       | 8 %       | 19 %   | 19 %         |
| Research Affairs                      | 21.08.2019 | 9 %     | 28 %    | 6 %     | 14 %           | 12 %           | -        | 5 %       | 8 %       | 18 %   | 18 %         |
| Research Affairs                      | 14.08.2019 | 8 %     | 26 %    | -       | 15 %           | 12 %           | -        | -         | 9 %       | 30 %   | 30 %         |
| Research Affairs                      | 07.08.2019 | 10 %    | 28 %    | -       | 14 %           | 10 %           | -        | -         | 9 %       | 29 %   | 29 %         |
| Research Affairs                      | 31.07.2019 | 8 %     | 32 %    | 6 %     | 15 %           | 13 %           | -        | 6 %       | 9 %       | 14 %   | 14 %         |
| Unique Research                       | 25.07.2019 | 16 %    | 20 %    | 6 %     | -              | 11 %           | 11 %     | 6 %       | -         | 17 %   | 12 %         |
| Research Affairs                      | 24.07.2019 | 10 %    | 26 %    | 7 %     | 13 %           | 13 %           | -        | 5 %       | -         | 26 %   | 26 %         |
| Research Affairs                      | 17.07.2019 | 9 %     | 27 %    | 7 %     | 13 %           | 14 %           | -        | 5 %       | -         | 25 %   | 25 %         |
| Research Affairs                      | 11.07.2019 | 8 %     | 21 %    | 4 %     | 20 %           | -              | 17 %     | 7 %       | -         | 23 %   | 23 %         |
| Research Affairs                      | 04.07.2019 | 7 %     | 23 %    | 5 %     | 20 %           | -              | 14 %     | 9 %       | -         | 22 %   | 22 %         |
| Peter Hajek Public Opinion Strategies | 28.06.2019 | 14 %    | 21 %    | 6 %     | -              | 23 %           | -        | -         | -         | 21 %   | 15 %         |
| Research Affairs                      | 05.06.2019 | 8 %     | 21 %    | 6 %     | 19 %           | 26 %           | 26 %     | 26 %      | -         | 20 %   | 20 %         |
| ATV Aktuell                           | 31.05.2019 | 7 %     | 21 %    | 5 %     | 19 %           | 25 %           | -        | -         | -         | 23 %   | 23 %         |

| \| Institut \| Datum \| ÖVP SPÖ \| ÖVP FPÖ \| SPÖ FPÖ \| ÖVP alleine \| Andere \| Keine Angabe \| \| --------------------- \| ---------- \| ------- \| ------- \| ------- \| ----------- \| ------ \| ------------ \| \| Unique Research[169] \| 21.10.2017 \| 17 % \| 35 % \| 12 % \| 5 % \| 10 % \| 20 % \| \| Research Affairs[138] \| 20.10.2017 \| 15 % \| 34 % \| 21 % \| 13 % \| 17 % \| 17 % \| \| Christina Matzka[139] \| 17.10.2017 \| 20 % \| 45 % \| 13 % \| 2 % \| 20 % \| 20 % \| |            |         |         |         |             |        |              |
| Institut | Datum      | ÖVP SPÖ | ÖVP FPÖ | SPÖ FPÖ | ÖVP alleine | Andere | Keine Angabe |
| Unique Research | 21.10.2017 | 17 %    | 35 %    | 12 %    | 5 %         | 10 %   | 20 %         |
| Research Affairs | 20.10.2017 | 15 %    | 34 %    | 21 %    | 13 %        | 17 %   | 17 %         |
| Christina Matzka | 17.10.2017 | 20 %    | 45 %    | 13 %    | 2 %         | 20 %   | 20 %         |

### Umfragen zur bevorzugten Koalition unter deklarierten ÖVP-Wählern
Die Prozentzahlen geben an, welcher Anteil an Befragten die potentielle Koalition am meisten bevorzugt.
| Institut         | Datum      | ÖVP SPÖ | ÖVP FPÖ | ÖVP NEOS GRÜNE | ÖVP GRÜNE | ÖVP NEOS | Andere | Keine Angabe |
| ---------------- | ---------- | ------- | ------- | -------------- | --------- | -------- | ------ | ------------ |
| Unique Research  | 13.09.2019 | 7 %     | 21 %    | 17 %           | 14 %      | 29 %     | 12 %   | 12 %         |
| Research Affairs | 11.09.2019 | 10 %    | 36 %    | 14 %           | 6 %       | 26 %     | 8 %    | 8 %          |
| Research Affairs | 24.07.2019 | 12 %    | 36 %    | 38 %           | 38 %      | 38 %     | 14 %   | 14 %         |